# René de Birague
René de Birague conosciuto anche come Renato Birago (Milano, 3 febbraio 1507 – Parigi, 24 novembre 1583) è stato un nobile italiano che divenne cardinale e cancelliere di Francia.

## Biografia

Stemma dei Birago

Fu Surintendant des finances dall'agosto 1568 sino al 1571.
Renato Birago nacque a Milano il 3 febbraio 1507, figlio del nobile Giangiacomo Galeazzo Birago, ambasciatore del duca di Milano in Francia, e della nobildonna Anna Trivulzio.
Grazie alla posizione del padre, venne inviato ad Avignone per compiere i propri studi ma dopo la morte del genitore egli decise di fare ritorno a Milano per meglio occuparsi degli affari di famiglia. A Milano ottenne il dottorato in legge e venne ammesso al Collegio degli Avvocati di Milano nel 1536.
Durante le guerre d'Italia, quando la Francia perse definitivamente il milanese, la famiglia Birago decise di seguire il partito filofrancese; Renato e i suoi tre fratelli, Luigi, Piero e Carlo, dovettero fuggire in Francia per evitare la vendetta del duca di Milano, che aveva brevemente ripreso potere grazie all'appoggio delle armate imperiali di Carlo V. Dichiarato traditore dal governo spagnolo, il 28 giugno 1536 Renato si vide confiscare dal governo milanese tutte le sue proprietà (che poi gli furono parzialmente restituite solo a partire dal 1556). Re Francesco I di Francia lo nominò consigliere del Parlamento di Parigi e successivamente, durante il controllo francese del Piemonte, divenne Maestro delle Richieste del Parlamento di Torino (1539) e ne fu anche presidente nel 1543. Egli sposò Valentina Balbiano ed ebbe due figli, Vespasiano (che morì infante) e Francesca; Valentina morì a Parigi il 21 dicembre 1572.
Fu a questo punto che Renato decise di intraprendere la carriera ecclesiastica, divenendo chierico a Milano. Presidente del Consiglio Superiore di Pinerolo il 9 gennaio 1563, divenne ambasciatore al Concilio di Trento dall'aprile di quello stesso anno e successivamente presenziò alle incoronazioni di Ferdinando I e Massimiliano al titolo di re dei romani (rispettivamente nell'aprile e nel giugno del 1563). Ottenuta la lettera di naturalizzazione da parte della corte francese nel settembre del 1565, prese il nome di René de Birague. Egli accompagnò dunque il re di Francia nel suo viaggio in Guienna. Procuratore e luogotenente generale a Lione, Forestz e Beaujolis dal settembre 1565 sino al 1568, divenne sovrintendente alle Finanze nel 1568-1570. Cavaliere dell'Ordine di San Michele, nel 1570 re Carlo IX lo nominò suo guardasigilli e quindi membro del consiglio segreto di stato. Per quest'ultimo incarico egli partecipò all'incontro segreto che approvò il massacro della notte di San Bartolomeo, il 24 agosto 1572. Nominato cancelliere di Francia come ricompensa per il valore dimostrato in quest'azione, occupò tale incarico dal 17 marzo 1573.
Nel 1573, inoltre, venne nominato amministratore apostolico della diocesi di Lodève, città che era in mano ai protestanti e in cui non poté mai fare ingresso, e abate commendatario di Flavigny, Longpont e Saint-Pierre di Sens, nonché priore di Sauvigny e Sainte-Catherine de Val des Ecoliers. Nel settembre del 1578 diede le proprie dimissioni da guardasigilli, ma mantenne il titolo di cancelliere.
Creato cardinale presbitero il 21 febbraio 1578, venne nominato dal papa a tale titolo su pressione del re Enrico III di Francia, pur però non ottenendo mai la berretta cardinalizia né l'annesso titolo. Commendatore dell'Ordine dello Spirito Santo dal 31 dicembre 1579, diede le dimissioni anche dalla propria sede episcopale nel 1580. Per la sua strenua opposizione ai protestanti venne chiamato il "Martello degli Eretici".
René de Birague morì il 24 novembre 1583 a Parigi e venne sepolto nella chiesa di Sainte-Catherine de Val des Écoliers a Parigi, nella cappella da lui stesso voluta. Alla sua morte si segnalò che morì in povertà.